# EMOBILE LTE
EMOBILE LTE（イー・モバイル エルティーイー）は、旧・イー・アクセスが展開を始め、現在は、ソフトバンク株式会社のY!mobile部門(ソフトバンクモバイルが、旧ワイモバイルを吸収合併したことによる)がサービスを行っている、LTE方式を使用したモバイルブロードバンドサービスの名称。
なお、Y!mobileブランドでは、この名称は利用されておらず、新たな名称も用いられていない。

## 概要
通信規格には3.9Gに属する技術であるLTEが採用される。
イー・モバイルの高速通信サービスの流れにおいては、下り最大3.6Mbps、7.2Mbps、21Mbps、42Mbpsの流れを汲む第5の進化とも言える高速化であるが、これまでW-CDMA(HSPA)規格を改良する事による高速化を行ってきたが、今回イー・モバイルとしては初めて従来の通信方式と互換性のない新方式のLTEを採用した高速化となった。
なお、EMOBILE LTEのエリア外においてはW-CDMA方式により接続が可能となるため、通信可能なエリアは従来と同じである。そのため、EMOBILE LTEのサービスエリア内では従来よりも高速な通信が可能な事に加えてサービスエリアの広いW-CDMAも利用できるメリットがある。
周波数帯域は、従来のEMOBILE G4で使用されている帯域と同一の1.7GHz帯を用いているが、同帯域が欧州でGSM用の帯域で使用され、近い将来LTEへの転用によるハーモナイズが見込まれていることから、LTEでの利用帯域としては、1.7GHz帯を丸々包括する1800MHz帯と呼称し、バンド番号もBand9ではなく、Band3と同社では呼称している。
本契約用のEM chipは、黒色であるが、従来の音声用UIMカードとは異なったものを採用している。
ソフトバンクモバイルのSoftBank 4G LTE(iPhone 5等)では、ダブルLTEの名称でソフトバンクモバイルのLTE回線に加え、EMOBILE LTEが利用可能となった。なお、空いている回線を自動で掴む仕様を採用しているため、速度低下は最小限に抑えられている。

## 通信速度
イー・モバイルに割り当てられている周波数の15MHz幅×2の内EMOBILE G4による下り42Mbpsサービスエリア内では既に10MHz幅×2が使用されているため、LTEによる下り75Mbpsを実現するために必要な周波数幅の10MHz幅×2が確保できない。10MHz幅×2が確保できないエリアでは5MHz幅×2を使ってEMOBILE LTEサービスが行われるため、最大通信速度も当エリア内では半分の下り37.5Mbps/上り12.5Mbpsとなる。なお、イー・モバイルによると殆どのエリアで下り37.5Mbps/上り12.5Mbpsとなり、下り75Mbps/上り25Mbpsとなる地域は一部にとどまるとの事である。

※これについて、契約時にイー・アクセスからはほとんど説明がされておらず、下り最大75Mbpsという数字だけが強く印象に残るように宣伝広告が行われているため、知らずに契約をしているユーザーも多数いる。このため、本件およびGL01P・GL02PがUSBモデムとして使えないが故に、無線LANだけでは、無線LANの規格上の最速スピードとして謳っている速度も満足に実現できないことが問題視されたため、2012年11月には、消費者庁から景表法に基づく措置命令が下される事態となっている（後者については、2013年2月までにアップデートでUSBモデムとして利用できるように改善する予定であることを明らかにしていたが、その後、GL01Pは同年2月19日より、GL02Pは同年3月12日に変更されている）。
同様に後述する通信制限に関する説明もWEBサイトを含めごく一部やFAQの一部の回答にしか掲載されておらず、今までEMOBILE G4を利用していたプランからの乗換したユーザーがVPN等を利用して初めて発覚するケースもある。GL04PおよびGL06P以降の端末では新規格（UE Category4）で150Mbps（利用周波数帯は、Bands 3のみで、免許を保有しているBands 28をはじめ他の帯域は非対応）にまで対応しているが、実際に利用できるのは必要な周波数帯20MHz幅×2を確保し、かつ、EMOBILE G4で利用している帯域をすべてLTEに敷きなおしてからとなる。
イー・モバイルのサイト(※下り最大75Mbps/上り最大25Mbpsサービスが利用可能な地域は、こちらをご覧ください。)内より確認出来るエリアによると、少しずつエリアが拡大しているように見えるが実は地域によっては減っており、2012年7月30日現在は関西エリアで下り最大75Mbpsが出る地域も以前は存在していたが、存在しなくなっている。
2013年6月、同年8月中旬以降順次、DC-HSDPA対応エリアをLTEの75Mbpsエリアへ転換し、3G方式では最高でHSPA+方式に減速する方針であることを明らかにした。これにより、イー・アクセスでのDC-HSDPAサービスは終焉を迎える事になった。
その後、ソフトバンク株式会社のY!mobile部門に移行した後の2015年12月に、2018年2月以降、順次、LTEの帯域を拡張することが発表され、拡張後は、下り最大112.5Mbpsのサービスを展開する事になる。それに伴って、2018年1月31日を以て、元々イー・アクセスが提供していた3Gサービス自体は、停波となる予定。

## 利用料金
EMOBILE G4までの料金と同等の内容(2年縛りあり)で月額3,880円(税込み)となる。
また、EMOBILE LTEスタートキャンペーンを2012年3月15日から2012年5月31日まで行われ、既存のイー・モバイルユーザーが期間中にEMOBILE LTEへ乗り換える際の契約変更に伴う契約解除料が1万円引きとなる。

## 通信及び帯域制限
通信制限については、ファイル交換やVPN通信など一部利用できない通信があるとされている。
これは、端末側に割り当てられるIPアドレスがプライベートIPのため、グローバルIPを前提にしたアプリケーションで利用に支障を来すことがある。
イー・アクセスではIPの種類によるものと説明しているが、事実上のDC-HSDPAによるサービスの廉価プランであるプランBと同様である。
帯域制限については、24時間ごとのデータ通信量が366MB（300万パケット）以上になった場合、当日21時～翌2時までの通信速度が制限されるとされており、75Mbps通信時は毎日39.0秒間使用可能となっている。また、2014年5月以降は、当月のデータ通信量が10GB以上になると、当月末までの通信速度が制御される事となっているが通信速度は非公開となっている。

## 対応端末
カッコ内は、メーカ略号(HWは華為技術日本、NYはAnyDATA KOREA、ZTはZTEジャパン)。

### Wi-Fiルーター
- Pocket WiFi LTE (GL01P)(HW)
- Pocket WiFi LTE (GL02P)(NY)
- Pocket WiFi LTE (GL04P)(HW)
- Pocket WiFi LTE (GL05P)(NY)
- Pocket WiFi LTE (GL06P)(HW)
- Pocket WiFi (GL09P)(ZT) - Wireless City PlanningのMVNOとして、同社のAXGP通信にも対応したデュアルモード（EMOBILE 4G）端末。
- Pocket WiFi (GL10P)(HW) - 同上

### USBスティック
- GL03D(HW)
- GL08D(HW)

### スマートフォン
- GL07S (STREAM X)(HW)

### タブレット
- Nexus 7 (2013)…Cellularモデルについては、イー・アクセスからの発売はされず、Google Playでの購入か、MVNO提供プロバイダからの提供により使用可能。販売店によっては、Wi-Fiモデルについて、データ端末とのバーターで販売されたケースも散見された。